# Cherokeeros
Cherokeeros (Rosa laevigata) är en art av rosor i familjen rosväxter. Förekommer i central Kina, till Sichuan, Laos, Vietnam och Taiwan. Bland klippor till 1000 m. Naturaliserad i Japan och i USA. Odlas som prydnadsväxt i sydligare trädgårdar.
Bildar en klätterros med grenar upp till 10 m långa. Taggarna är krökta och mellan dem finns borst. Bladen är parbladiga med 3 delblad med korta skaft, de är lansettlika på vegetativa skott, äggrunda till nästan runda på fertila skott, fint tandade, glänsande på ovansidan. Stiplerna är smala, tandade med glandelhår, de faller tidigt. Blomskaft med bortst. Blommorna kommer ensamma på korta skott, de är vita och upp 5–7 cm i diameter, väldoftande. Nyponen är stora och bortsbeklädda, 3,5–4 cm långa, orangeröda, med kvarsittande foderblad.
Barken innehåller tanniner som används till färgning. Från nyponen framställs ett socker som används till att smaksätta vin. Rötter, blad och nypon används inom alternativmedicinen.

## Sorter & hybrider
En vanligt förekommande sort är 'Semiplena' som halv halvfyllda blommor, till 10 cm i diameter.
Cherokeeros har använts i ett fåtal hybrider. Inga som är aktuella för odling i Sverige.
- Rosa ×cooperi är hybriden med kejsarros (R. gigantea).
- Rosa ×fortuniana är hybriden med banksros (R. banksiae).

Några sorter med komplext ursprung förs till laevigatarosor (R. Laevigata-gruppen).

## Odling
Arten är inte härdig i Sverige och måste odlas i växthus. Skadas svårt vid temperaturer under -10°C och blommar endast om den får mycket värme sommartid. USDA zon 8.

## Synonymer
Rosa amygdalifolia Seringe
Rosa argyi H. Léveillé
Rosa cucumerina Trattinnick
Rosa laevigata f. semiplena T. T. Yü & T. C. Ku, 1981
Rosa laevigata var. kaiscianensis Pampanini
Rosa laevigata var. leiocarpa Y. Q. Wang & P. Y. Chen
Rosa nivea Candolle
Rosa ternata Poiret
Rosa triphylla Roxburgh.